# حمزه حدادی بابادی
حمزه حدادی بابادی (زاده ۲۲ بهمن ۱۳۶۵ – درگذشته ۲۴ مهر ۱۴۰۲) شناخته شده با نام مصطفی بابادی بازیکن فوتبال اهل ایران بود.
وی سابقه عضویت در تیم‌هایی همچون نفت مسجدسلیمان و استقلال اهواز را در کارنامه دارد.